# Iunius

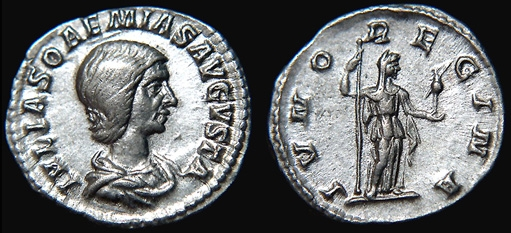
IVNO REGINA ("Königin Iuno") auf einer Münze

Der Iunius war der vierte Monat des altrömischen Kalenders und Vorläufer des heutigen Monats Juni.
Er ist benannt nach der römischen Göttin Juno, der Gattin des Göttervaters Jupiter, Göttin der Ehe und Beschützerin von Rom, und entspricht dem etruskischen Monat Aclus.
Im Jahr 153 v. Chr. wurde im altrömischen Kalender der Jahresbeginn vom 1. März auf den 1. Januar verlegt. Der Iunius  wurde dadurch vom vierten zum sechsten Monat.

## Tage des Iunius im Julianischen Kalender

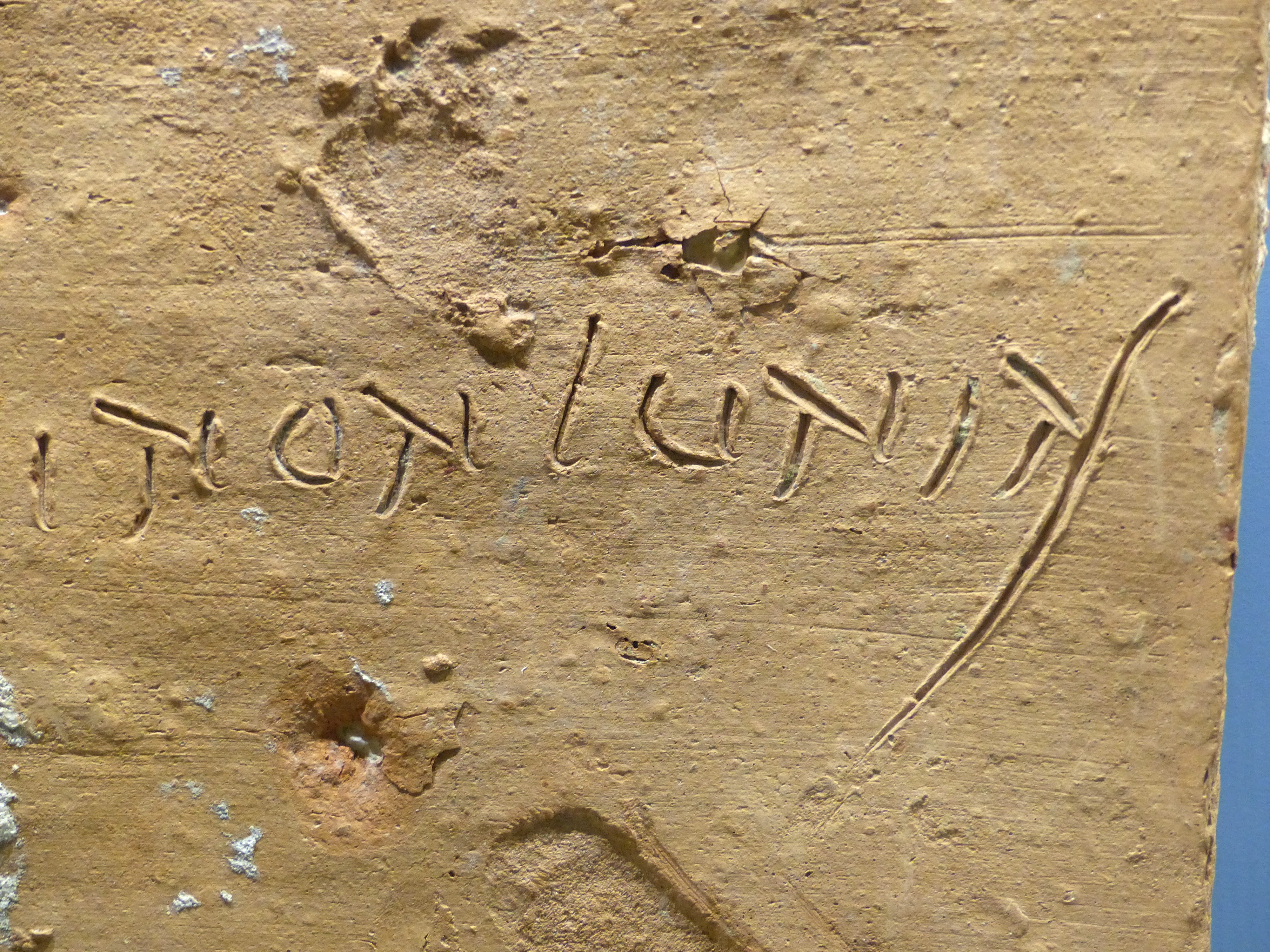
Ziegel mit Aufschrift III NON(as) IVNIAS, Museum Lauriacum (Enns/Oberösterreich)

Der Julianische Kalender ist wie der heutige Gregorianische ein Sonnenkalender, bei dem der Iunius (Juni) 30 Tage hat. Der römische Kalender war ein gebundener Mondkalender, bei dem der Iunius noch 29 Tage hatte.
| Juni | Iunius                     | Iunius (Langform)                                 |
| ---- | -------------------------- | ------------------------------------------------- |
| 1    | Kalendae (Kalenden)        | Kalendis Iuniis                                   |
| 2    | a.d. IV Nonas              | ante diem IV (quartum) Nonas Iunias               |
| 3    | a.d. III Nonas             | ante diem III (tertium) Nonas Iunias              |
| 4    | Pridie Nonas               | pridie Nonas Iunias                               |
| 5    | Nonae (Nonen)              | Nonis Iuniis                                      |
| 6    | a.d. VIII Idus             | ante diem VIII (octavum) Idus Iunias              |
| 7    | a.d. VII Idus              | ante diem VII (septimum) Idus Iunias              |
| 8    | a.d. VI Idus               | ante diem VI (sextum) Idus Iunias                 |
| 9    | a.d. V Idus                | ante diem V (quintum) Idus Iunias                 |
| 10   | a.d. IV Idus               | ante diem IV (quartum) Idus Iunias                |
| 11   | a.d. III Idus              | ante diem III (tertium) Idus Iunias               |
| 12   | Pridie Idus                | pridie Idus Iunias                                |
| 13   | Idus (Iden)                | Idibus Iuniis                                     |
| 14   | a.d. XVIII Kalendas Iulias | ante diem XVIII (duodevicesimum) Kalendas Iulias  |
| 15   | a.d. XVII Kalendas Iulias  | ante diem XVII (septimum decimum) Kalendas Iulias |
| 16   | a.d. XVI Kalendas Iulias   | ante diem XVI (sextum decimum) Kalendas Iulias    |
| 17   | a.d. XV Kalendas Iulias    | ante diem XV (quintum decimum) Kalendas Iulias    |
| 18   | a.d. XIV Kalendas Iulias   | ante diem XIV (quartum decimum) Kalendas Iulias   |
| 19   | a.d. XIII Kalendas Iulias  | ante diem XIII (tertium decimum) Kalendas Iulias  |
| 20   | a.d. XII Kalendas Iulias   | ante diem XII (duodecimum) Kalendas Iulias        |
| 21   | a.d. XI Kalendas Iulias    | ante diem XI (undecimum) Kalendas Iulias          |
| 22   | a.d. Kalendas Iulias       | ante diem X (decimum) Kalendas Iulias             |
| 23   | a.d. IX Kalendas Iulias    | ante diem IX (nonum) Kalendas Iulias              |
| 24   | a.d. VIII Kalendas Iulias  | ante diem VIII (octavum) Kalendas Iulias          |
| 25   | a.d. VII Kalendas Iulias   | ante diem VII (septimum) Kalendas Iulias          |
| 26   | a.d. VI Kalendas Iulias    | ante diem VI (sextum) Kalendas Iulias             |
| 27   | a.d. V Kalendas Iulias     | ante diem V (quintum) Kalendas Iulias             |
| 28   | a.d. IV Kalendas Iulias    | ante diem IV (quartum) Kalendas Iulias            |
| 29   | a.d. III Kalendas Iulias   | ante diem III (tertium) Kalendas Iulias           |
| 30   | Pridie Kalendas Iulias     | pridie Kalendas Iulias                            |